# Margaret Ballinger
Pour les articles homonymes, voir Ballinger (homonymie).
Violet Margaret Livingstone Hodgson, ép. Ballinger, née le 11 janvier 1894 à Glasgow en Écosse et morte le 7 février 1980 au Cap en Afrique du Sud, est une femme politique sud-africaine, membre du parlement de 1937 à 1960 et première présidente du  Parti libéral. Opposé à l'apartheid, Time Magazine la présenta comme la Reine des Noirs en 1944.

## Biographie
Margaret Hodgson est née à Glasgow, en Écosse en 1894. Son père, John Hodgson, immigre en Afrique du Sud juste après le début de la seconde guerre des Boers. Il participe au combat contre les Britanniques dans les rangs des volontaires de l'État libre d'Orange. Son épouse et sa fille ne le rejoignent en Afrique du Sud qu'en 1904. Margaret Hodgson fait ses études à Port Elizabeth, puis titulaire d'un baccalauréat spécialisé en histoire, elle poursuit à partir de 1914 des études supérieures en Angleterre au Somerville College de Oxford. De retour en Afrique du Sud, elle devient enseignante, chef du département d'histoire de l'université Rhodes puis maître de conférences à l'université du Witwatersrand (1921-1938) .
En 1934, elle épouse William Ballinger, un syndicaliste qui avait été chargé par le mouvement syndical britannique de tenter de mettre un peu d'ordre au sein de la Industrial and Commercial Workers Union (ICU) de Clements Kadalie. De 1948 à 1960, William Ballinger  représentera au Sénat les populations noires de l'État libre d'Orange et du Transvaal.
En 1936 est institué un Conseil représentatif autochtone censé être un instrument de médiation et de communication entre le gouvernement et les populations noires d'Afrique du Sud et ce, en échange de la suppression de la franchise électorale des électeurs noirs de la province du Cap. À la demande des dirigeants du Congrès national africain avec lesquels elle entretient des relations, Margaret Ballinger se présente à l'un des 4 sièges parlementaires réservés au population de couleur. En septembre 1937, elle est élue dans la circonscription autochtone du Cap-Oriental et devient l'un des 4 députés blancs représentant au parlement les populations noires au titre du conseil représentatif autochtone. Elle est constamment réélue à ce siège jusqu'en 1960 et l'abolition de la circonscription électorale par le Bantu Self-government Act supprimant la représentation des populations noires à la chambre et au Sénat.
Durant ses années parlementaires, elle est une voix reconnue des populations de couleurs contre la ségrégation et l'apartheid. En 1953, elle participe à la fondation du parti libéral dont elle devient le premier président.
Après avoir quitté le parlement, elle retourne à la vie universitaire, continue à dénoncer l'apartheid, se consacre plus particulièrement à la construction de foyers pour enfants noirs pauvres et malades et institue une bourse d'études pour les étudiants africains. 
Elle meurt le 7 février 1980 à l'âge de 86 ans. 

## Publications
- From Union to Apartheid - A Trek to Isolation, 1969

## Sources
- Biographie sur Digital Imaging Project of South Africa
- Queen of the Blacks, Time Magazine, 3 juillet 1944
- Biographie sur South African History Online